# Putty

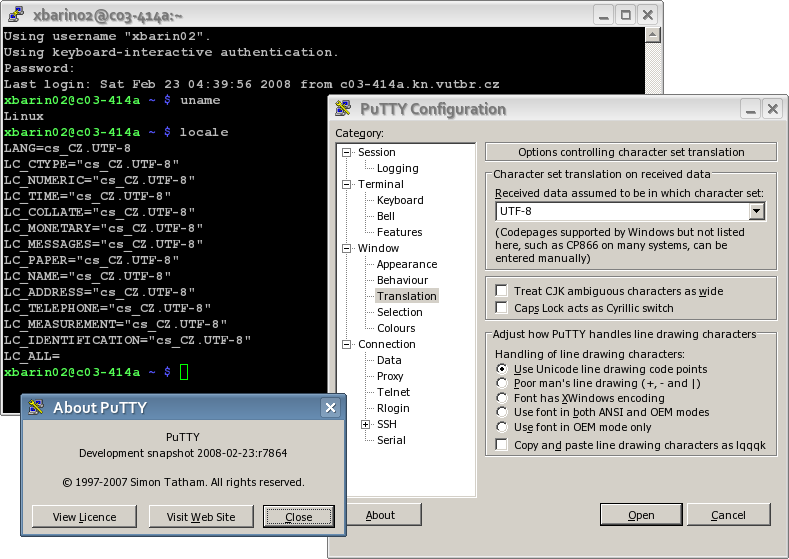
PuTTY

Putty är ett datorprogram skrivet i C för Microsoft Windows. Det används som en terminalemulator för att ansluta till andra datorer – vanligen Linux- eller Unix-baserade – via ett datornätverk. Vanligast är att programmet används för det krypterade SSH-protokollet, men även klartextprotokollen Telnet och Rlogin stöds. En sådan fjärrinloggning på en annan dator gör att man kan köra program och utföra andra uppgifter som om man hade suttit vid datorn i fråga.
Nutty är en modifierad version av Putty. Projektet avslutades 2005, och har i efterhand blivit inkluderad i andra Putty-modifikationer, exempelvis Putty-tray. Nutty möjliggör öppning av hyperlänkar i webbläsaren direkt från terminalfönstret. 